# Santiago Oñate Laborde
Santiago Oñate Laborde (* 1949 in Mexiko-Stadt) ist ein mexikanischer Rechtsanwalt und Politiker der Partido Revolucionario Institucional (PRI).

## Leben
Santiago Oñate Laborde studierte an der London School of Economics and Social Sciences und an der University of Wisconsin.
Er hatte in der PRI verschiedene Parteiämter inne und gehörte der mexikanischen Regierung an. 1985 wurde er in die mexikanische Abgeordnetenkammer (Camara de Diputados) gewählt und gehörte nach Ablauf seiner Wahlperiode ab 1998 der gesetzgebenden Versammlung der mexikanischen Hauptstadtregion an. 1991 und 1992 war er Botschafter bei der Organisation Amerikanischer Staaten, 1993 leitete er das Amt des Umweltstaatsanwalts (Procuraduría Federal de Protección al Medio Ambiente oder PROFEPA). 1995 wurde er als Vorsitzender seiner Partei PRI nominiert. Er leitete das Präsidialbüro (Oficina de la Presidencia) des mexikanischen Präsidenten Carlos Salinas. Präsident Ernesto Zedillo ernannte ihn zum Arbeits- und Sozialminister. Später wurde er Botschafter in Großbritannien und in den Niederlanden.